# 国税庁長官官房
国税庁長官官房（こくぜいちょうちょうかんかんぼう）は、国税庁の内部部局である。
1951年4月1日 - 本庁の総務部を分割して、長官官房と徴収部を設置。

## 職務
所掌
財務省組織令（令和2年3月31日政令第122号）第89条に所掌事務が規定されている。
```
（長官官房の所掌事務）
第89条 
長官官房
は、次に掲げる事務をつかさどる。
一 国税庁の所掌事務に関する総合調整に関すること。
二 
法令
案その他の
公文書類
の審査に関すること。
三 公文書類の接受、発送、編集及び保存に関すること。
四 国税庁の保有する
情報の公開
に関すること。
五 国税庁の保有する
個人情報の保護
に関すること。
六 国税庁の機構及び定員に関すること。
七 国税庁の所掌事務の監察に関すること。
八 
機密
に関すること。
九 
長官
の
官印
及び
印章
庁印の保管に関すること。
十 国税庁の所掌に係る経費及び収入の予算、決算及び会計並びに会計の監査に関すること。
十一 国税庁の所掌に係る経費及び収入の予算、決算及び会計並びに会計の監査に関すること。
十二 国税庁所属の
行政財産
及び物品の管理に関すること。
十三 国税庁の職員の衛生、
医療
その他の
福利厚生
に関すること。
十四 
広報
（税務に関する広聴を除く。）に関すること。
十五 国税審議会の庶務（酒類分科会に係るものを除く。）に関すること。
十六 
税理士
制度の運営に関すること。
十七 納税環境の整備に関する事務の総括に関すること。
十八 
印紙
の形式に関する企画及び立案に関すること。
十九 国税庁の所掌に関する長期的な運営方針に関すること。
二十 国税庁の所掌に関する調査及び研究並びに一般的な資料及び情報の収集及び提供に関すること。
二十一 国税庁の所掌に関する
統計
に関する事務の総括に関すること。
二十二 国税庁の所掌に関する
高度情報化
への対応に関する事務の総括に関すること。
二十三 国税庁の
情報システム
の整備及び管理に関すること。
二十四 
行政手続における特定の個人を識別するための番号の利用等に関する法律
 - 平成25年法律第27号 - 第39条の規定による
法人番号
の指定、通知及び公表に関すること。
二十五 外国との租税に関する協定の実施についての協議に関すること。
二十六 国税庁の所掌に関する国際的に処理を要する事項に関すること。
二十七 国税庁の所掌事務に係る
国際協力
に関すること。
二十八 税務に関する広聴の総括に関すること。
二十九 国税庁の所属職員（国税庁、
国税局
及び
沖縄国税事務所
の
審議会等
及び
施設等機関
の職員を除く。）についてその職務上必要な監察を行い、法令の定めるところに従い、法第27条第1項各号に掲げる犯罪に関する捜査を行い、必要な措置をとること。
三十 税務一般に関する相談に関すること。
三十一 前各号に掲げるもののほか、国税庁の所掌事務で他の所掌に属しないものに関すること。
```

## 組織
- 審議官 - 2人
- 参事官
- 総務課
  - 調整室
  - 監督評価官室
- 人事課
- 会計課
- 企画課
- 国際業務課
  - 相互協議
- 厚生管理官
- 首席国税庁監察官
- 税務相談官